# Rosaleda David Austin en Albrighton
La  Rosaleda David Austin en Albrighton en inglés : David Austin Rose Garden in Albrighton (conocido localmente como David Austin Roses) es una rosaleda y jardín botánico especializado en rosas de 4 hectáreas de extensión, que se ubica en el campo de Albrighton, Wolverhampton, Inglaterra.

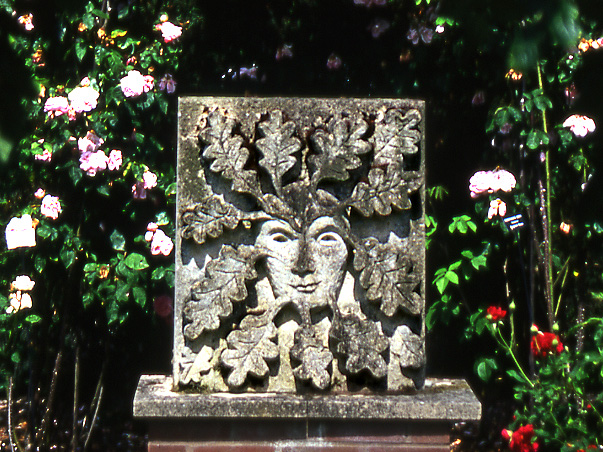
El hombre verde en la rosaleda de David Austin en Albrighton, obra de Mrs Pat Austin.

## Localización
David Austin Rose Garden David Austin Roses Ltd, Bowling Green Lane, Albrighton, Wolverhampton WV7 3HB, United Kingdom-Reino Unido
Planos y vistas satelitales.52°38′16.28″N 2°18′15.71″O / 52.6378556, -2.3043639
Está abierto todos los días. El acceso al jardín botánico es gratis.

## Historia
La rosaleda David Austin es una rosaleda comercial de David Austin Roses es un negocio familiar de horticultura británico fundado por David Charles Henshaw Austin en 1969.
Es una de las más importantes sociedades de horticultura en el mundo, que tiene su centro de investigación, viveros y jardines de ensayo en el campo de Albrighton en Wolverhampton, Inglaterra.
A principios del siglo XXI, Austin separó sus rosas en cuatro grupos como una guía para la evolución futura. Los cuatro grupos son:
- "the Old Rose Hybrids", rosas con la apariencia de las Rosas Antiguas pero remontantes, vigorosas y con una amplia gama de colores.

- "the Leander Group", a menudo con Rosa wichuraiana como ascendente parental, con arbustos de mayor tamaño y crecimiento arqueando tiende a convertirlas en pilares o en rosas trepadoras de porte pequeño.

- "the English Musk Roses", basadas en la rosa 'Iceberg' y en las rosas  Noisette, con un crecimiento del rosal verde pálido, delgado y bien iluminado.

- "the English Alba Hybrids", con arbustos altos, y con hojas azules como las antiguas rosas Alba.[3]

Aunque las rosas creadas por Austin no están oficialmente reconocidas como una clase separada de rosas, por ejemplo, por el Royal National Rose Society o la American Rose Society, se las conoce, sin embargo, comúnmente por los rosalistas, en los viveros, y en la literatura hortícola como 'English Roses' (el término que él usa) o 'Austin Roses'.
En 2003, David Austin fue galardonado con el Victoria Medal of Honour por la Royal Horticultural Society por sus servicios a la horticultura y la Dean Hole Medal de la Royal National Rose Society.
Ha recibido un  MSc honorario de la University of East London por su trabajo en la creación de nuevas rosas.
Recibió el premio a la trayectoria de la asociación Garden Centre en 2004 y fue galardonado con un OBE en 2007.
En 2010, fue nombrado como un "Great Rosarian of the World".

## Colecciones
La rosaleda alberga más de 900 variedades de rosas incluyendo trepadores, arbustivos, para rosas cortadas. etc..  
Entre sus colecciones destacan,
- The Long Garden constituye el núcleo central de la rosaleda, con los otros jardines que conducen de la misma. Contiene la colección de rosas antiguas, que generalmente florecen una vez al principio del verano. Este jardín también incluye arbustos de rosas modernas y muchas rosas inglesas para extender la temporada de floración. Todo el jardín está entrelazado con pérgolas, que muestran muchos trepadores y senderos bordeados de rosas.
- The National Collection of English Roses, son las rosas conseguidas por David Austin que ha introducido por encima de 190 cultivares de nuevas rosas. Los cultivares se han nombrado en honor de su familia, rosalistas conocidos, hitos geográficos de Gran Bretaña, los acontecimientos históricos, y los escritores británicos, en particular Shakespeare y Chaucer, y sus obras o personajes. Por ejemplo, las rosas han honrado algunas diversas entidades como los rosalistas y a artistas Graham Thomas o al buque insignia de King Henry VIII, el Mary Rose.
- The Renaissance Garden es tal vez el más hermoso de todos los jardines, y se dedica a las rosas inglesas. Estas rosas comienzan la floración a finales de mayo y continúan a través de las heladas de principios de invierno.
- Victorian Walled Garden es un jardín diseñado con tres borduras de cultivo circulares, que disminuyen en anchura hacia el centro. Se plantan con rosas inglesas y otros arbustos de rosas con remontancia. El punto central del jardín es la gran talla de piedra central.
- The Lion Garden ha sido rediseñado y la escultura trasladada para crear un punto focal. En cuatro largas borduras se mezclan rosas de arbusto, incluyendo muchas rosas inglesas, con herbáceas perennes, creando un contraste de color, forma, textura y aroma. Las borduras son interrumpidas por magníficas rosas estándar, que agregan altura y estructura al jardín.
- The Patio Garden, en este espacio se muestran rosas de variedades específicas para tener en macetas en una serie grandes macetas decorativas de terracota.

Esparcidas por todo el jardín hay diversas obras escultóricas de Mrs Pat Austin.  

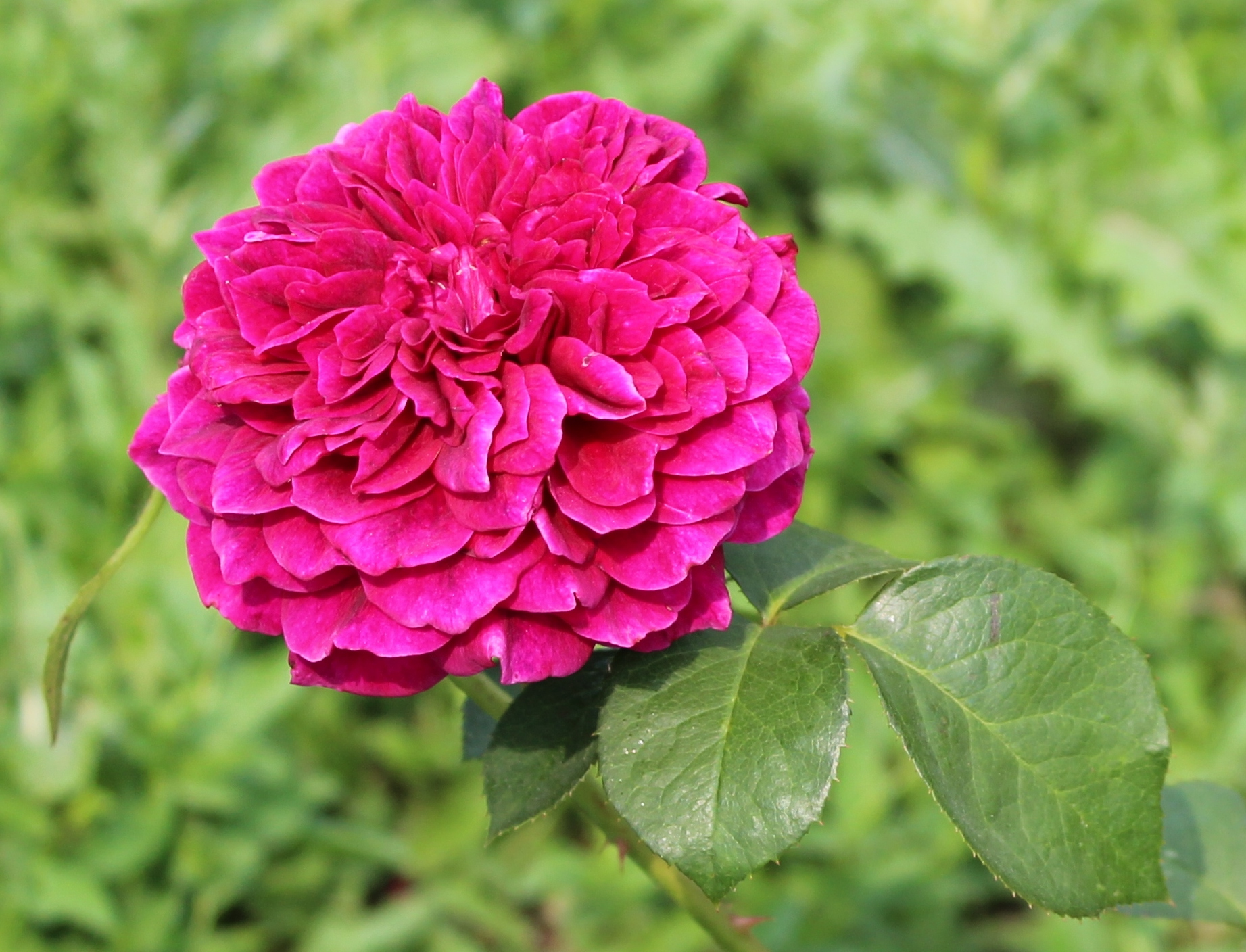
Rosa 'Próspero', David Austin 1982.
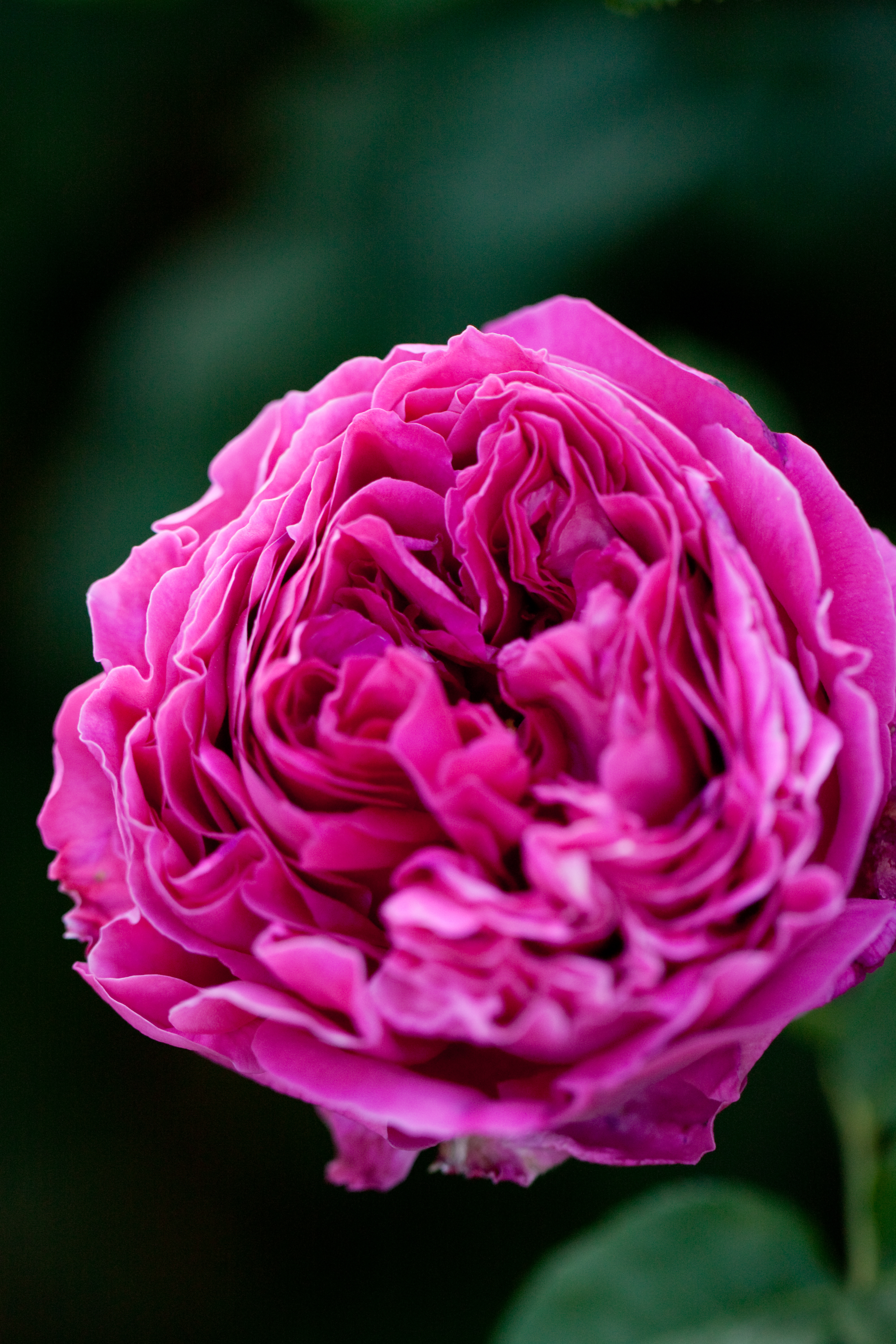
Rosa 'Othello', David Austin 1983.
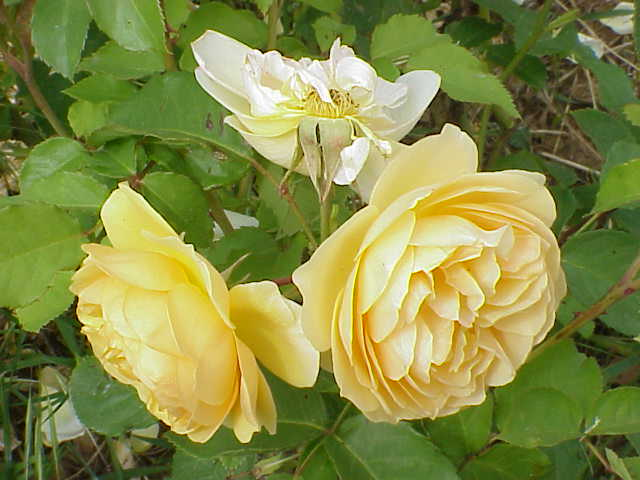
Rosa 'Graham Thomas', David Austin 1983.
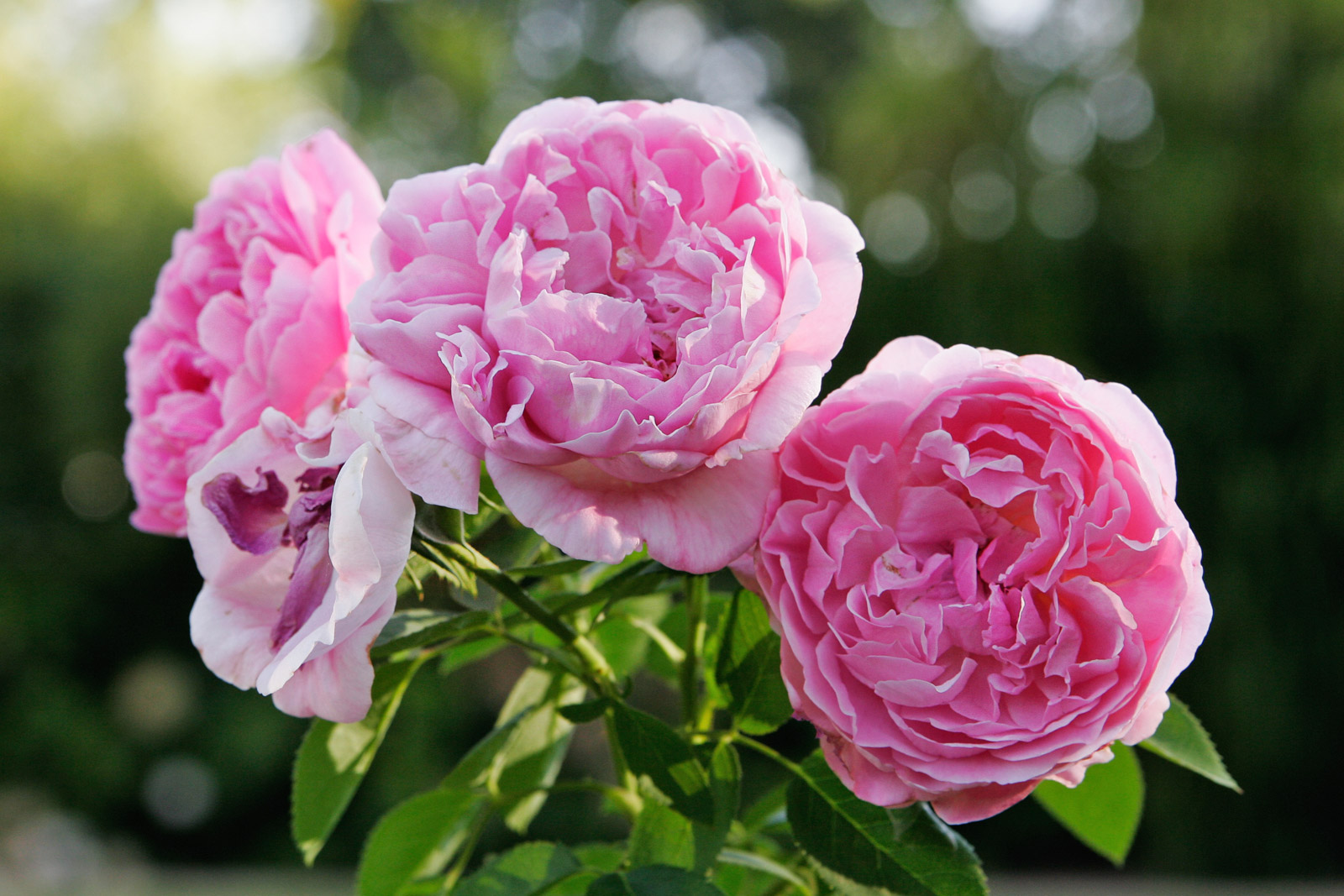
Rosa 'Mary Rose', David Austin 1983.
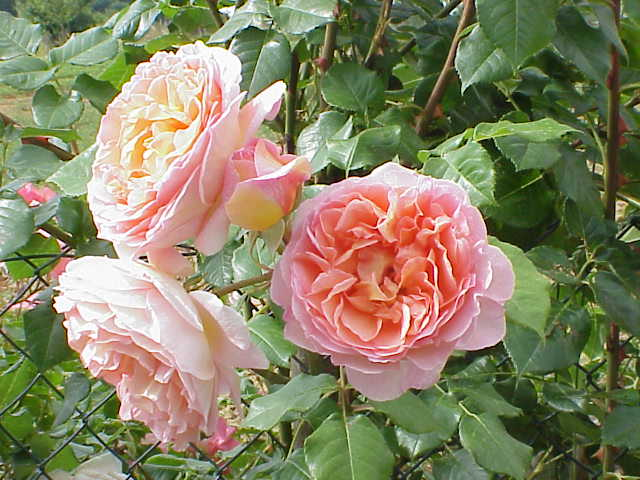
Rosa 'Abraham Darby', David Austin 1985.
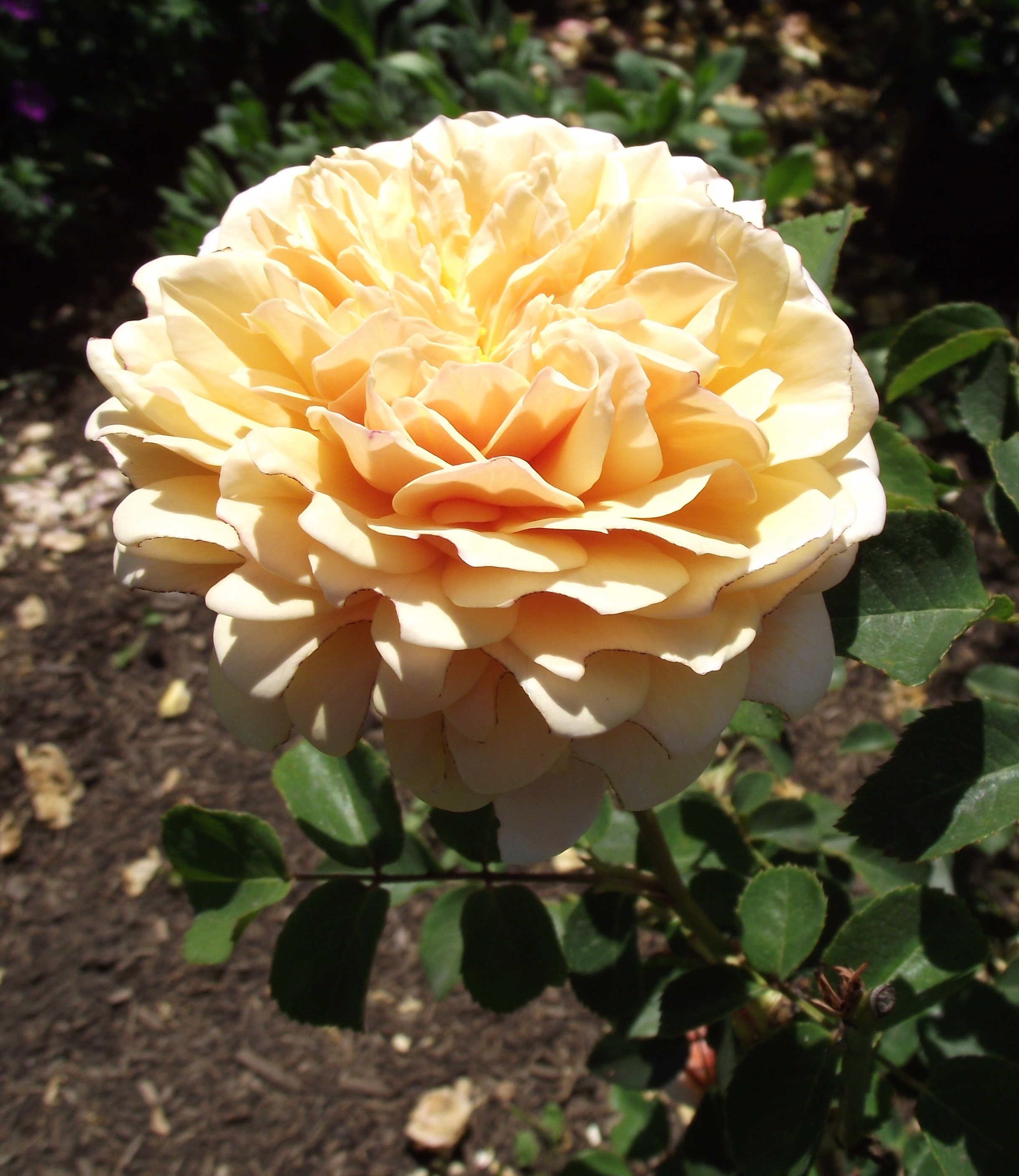
Rosa 'English Garden', David Austin 1986.
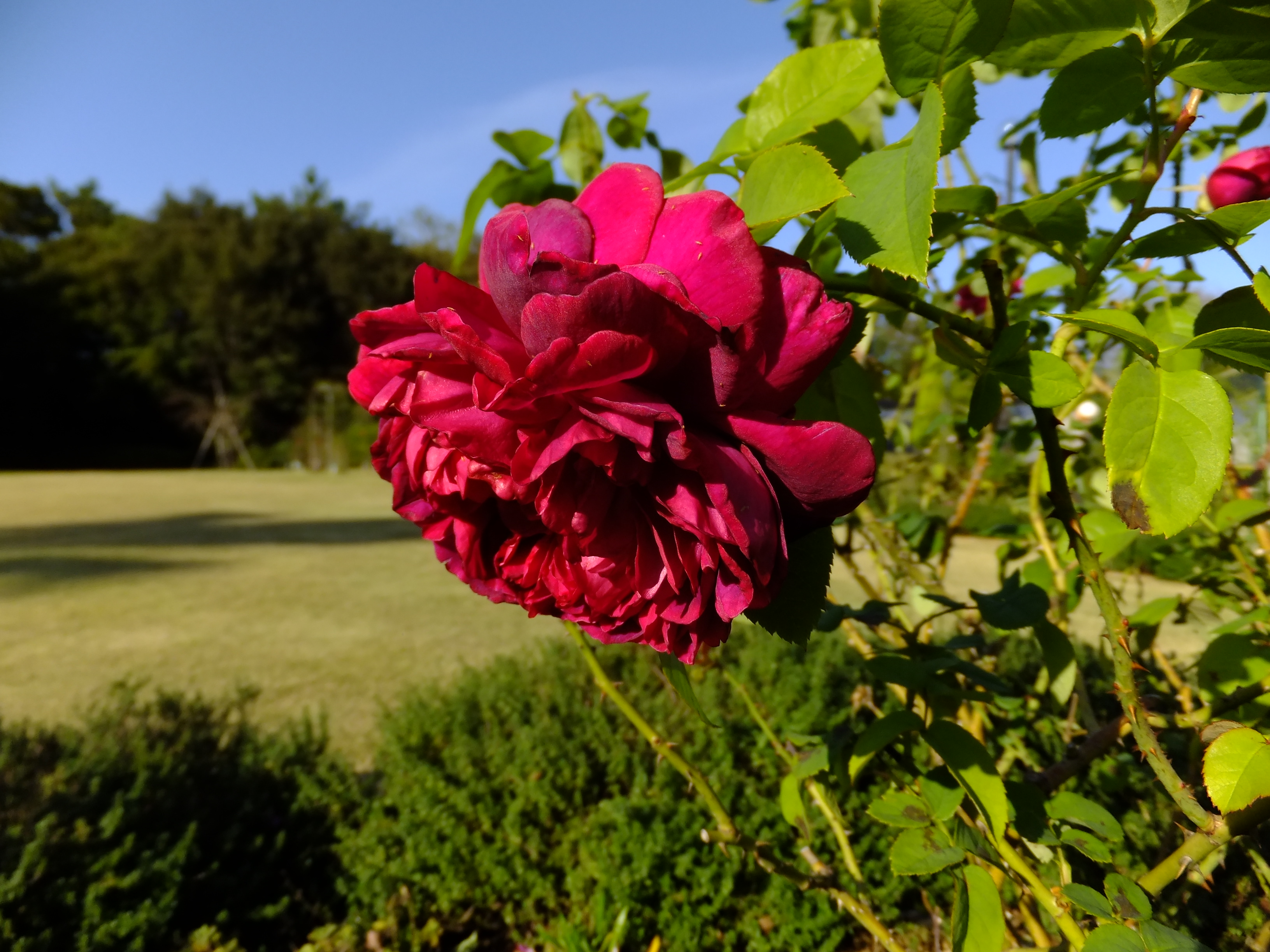
Rosa 'The Dark Lady', David Austin 1991.
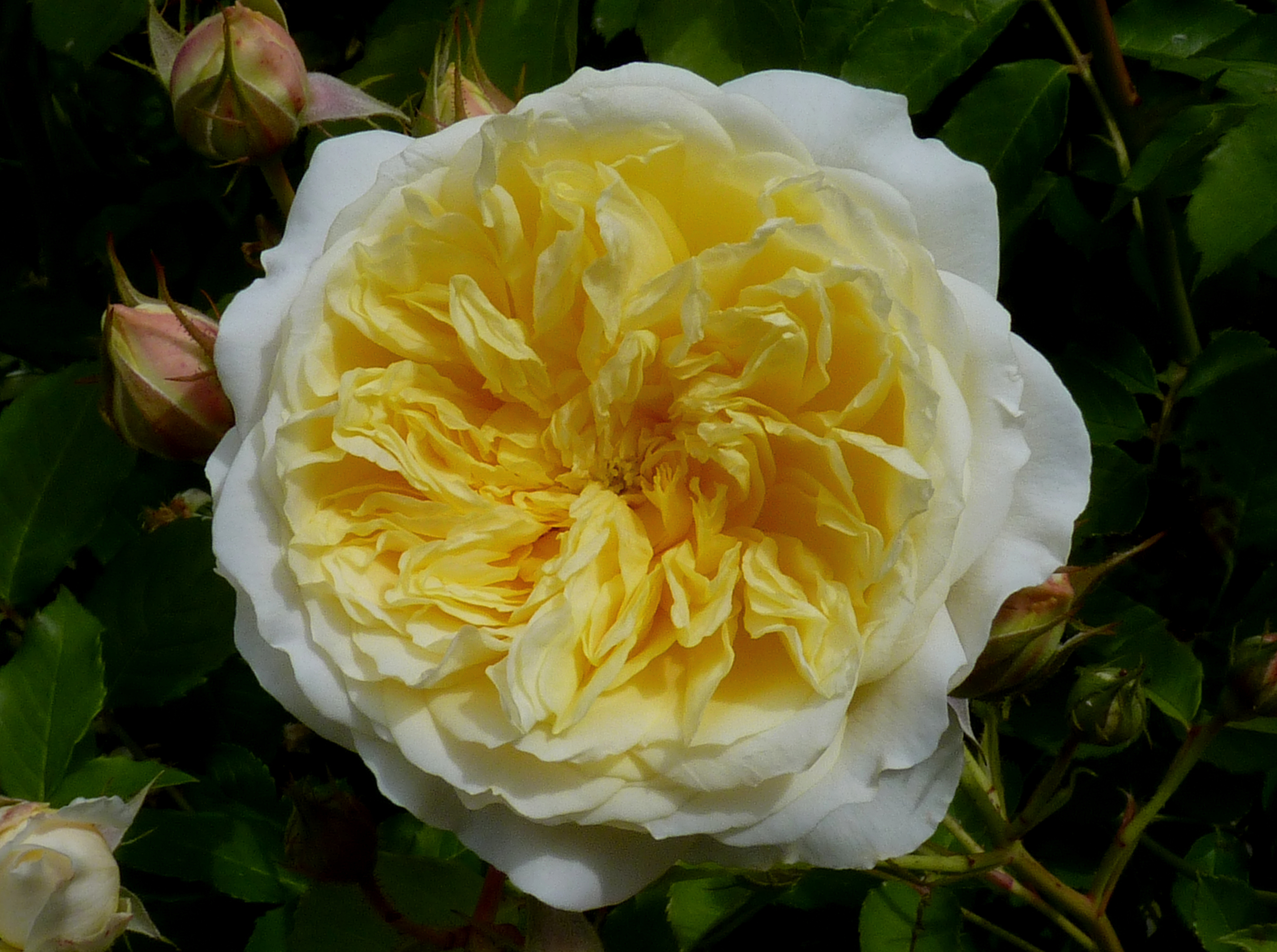
Rosa 'The Pilgrim', David Austin 1991.
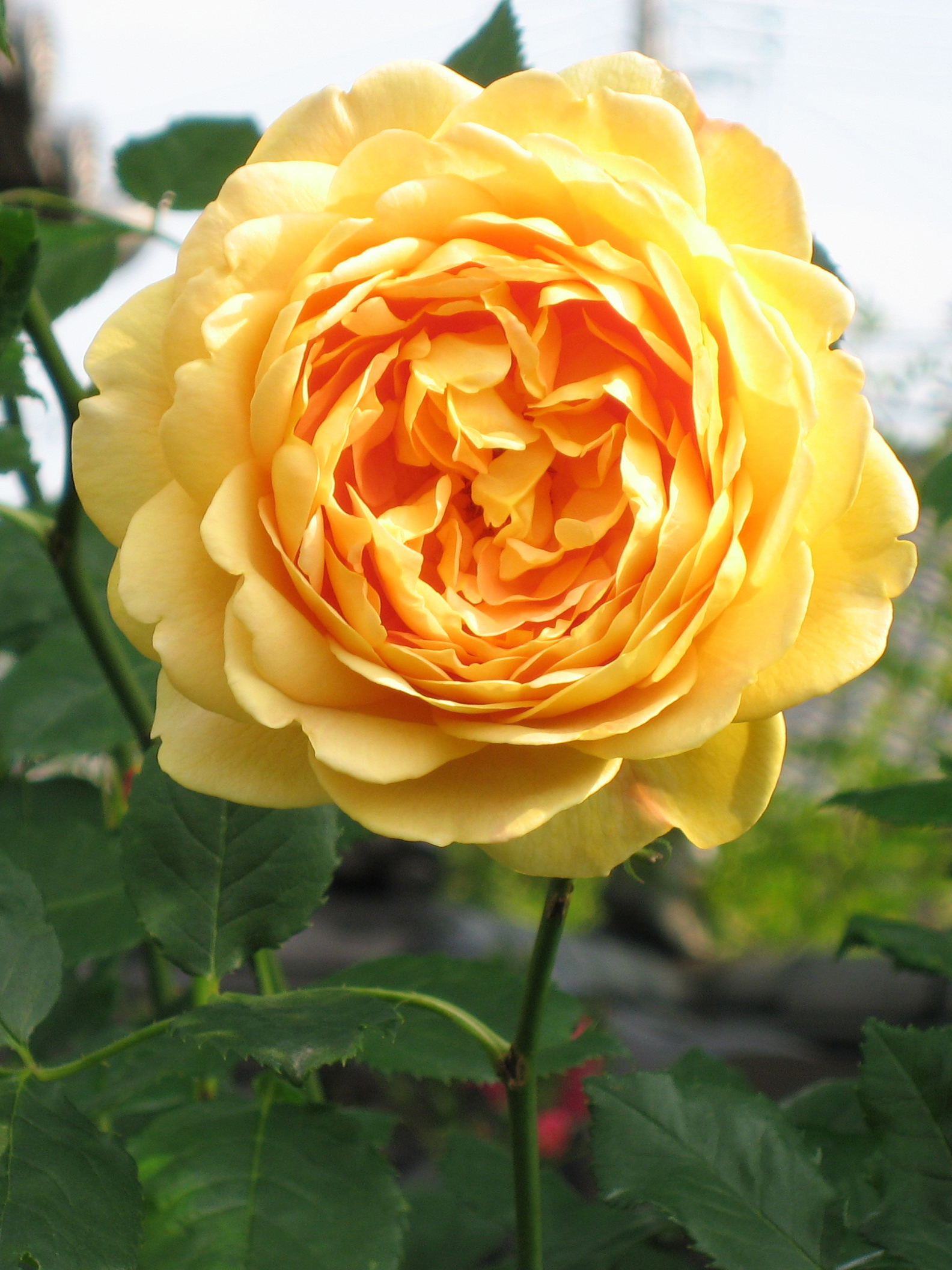
Rosa 'Golden Celebration', David Austin 1992.
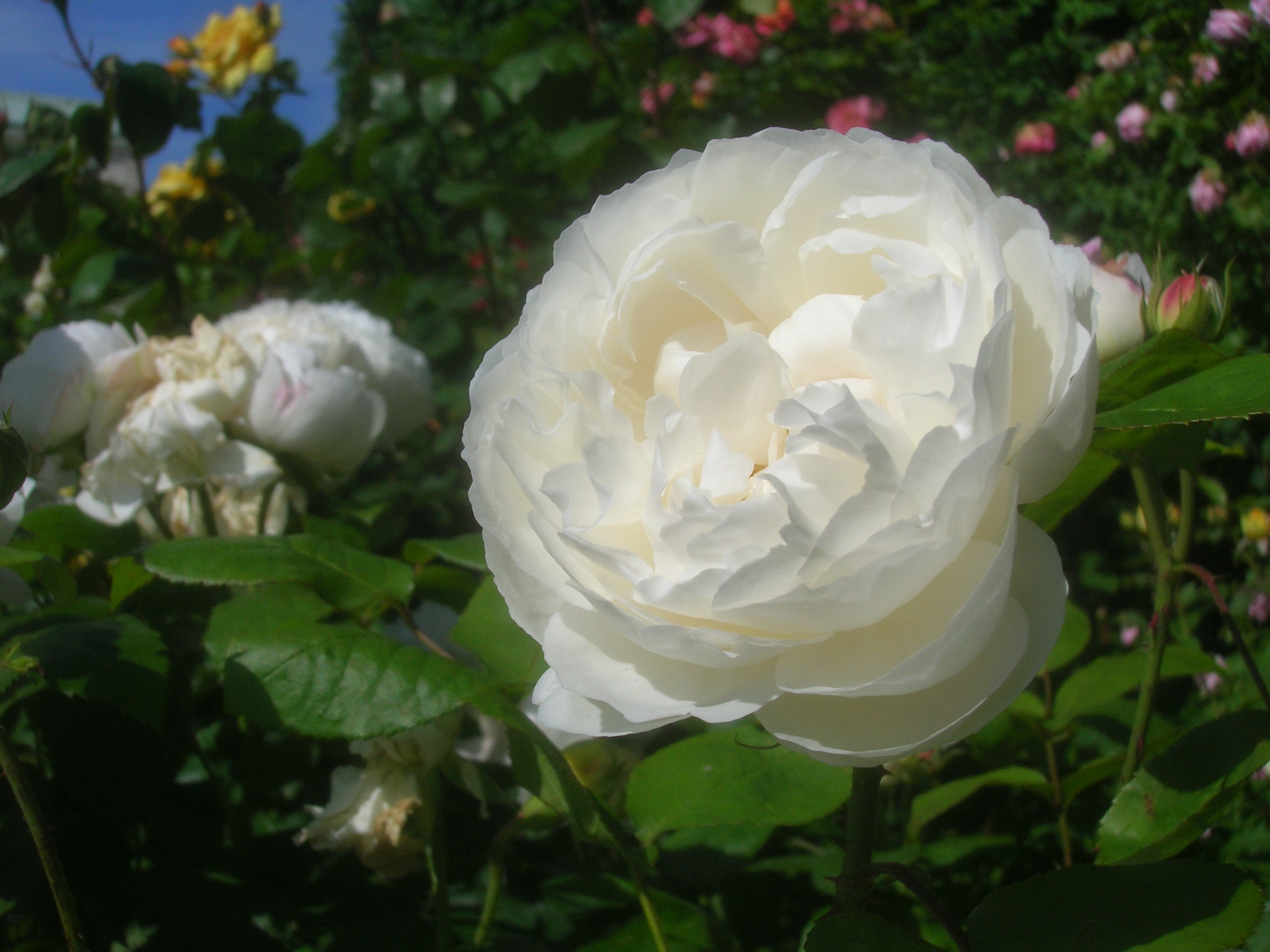
Rosa 'Winchester Cathedral', David Austin 1992.
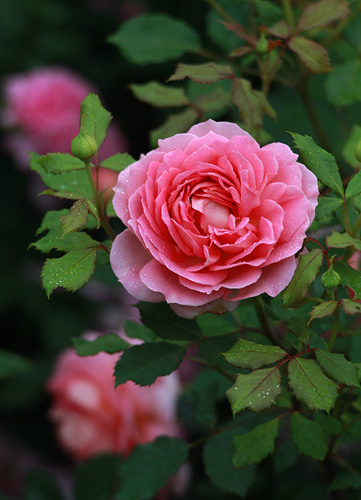
Rosa 'Jubilee Celebration', David Austin 2002.
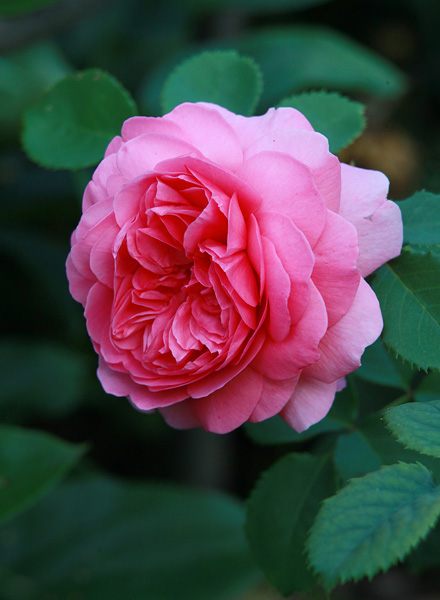
Rosa 'Princess Alexandra of Kent', David Austin 2007.